# Gare de Vorey
La gare de Vorey est une gare ferroviaire française de la ligne de Saint-Georges-d'Aurac à Saint-Étienne-Châteaucreux, située sur le territoire de la commune de Vorey-sur-Arzon, à 500 mètres du centre bourg, dans le département de la Haute-Loire en région Auvergne-Rhône-Alpes.
Elle a été mise en service en 1866 par la Compagnie des chemins de fer de Paris à Lyon et à la Méditerranée (PLM). C'est une halte ferroviaire de la Société nationale des chemins de fer français (SNCF), desservie par des trains TER Auvergne-Rhône-Alpes.

## Situation ferroviaire
Établie à 543 m d'altitude, la gare de Vorey est située au point kilométrique (PK) 73,095 de la ligne de Saint-Georges-d'Aurac à Saint-Étienne-Châteaucreux, entre les gares de Saint-Vincent-le-Château et de Chamalières-sur-Loire.
C'est une gare de croisement de cette ligne à voie unique, avec deux voies et deux quais latéraux.

## Histoire
La section de Lavoûte-sur-Loire à Pont-de-Lignon, concédée à la Compagnie du chemin de fer Grand-Central de France est mise en service par la Compagnie des chemins de fer de Paris à Lyon et à la Méditerranée (PLM) le 14 mai 1866. La station de Vorey est située à proximité de la Loire et du chef-lieu de canton de Vorey-sur-Arzon qui comptait 2 320 habitants en 1866.

## Service des voyageurs

### Accueil
Halte SNCF, c'est un point d'arrêt non géré (PANG) à accès libre. Elle est équipée d'automates pour l'achat de titres de transport TER et de deux borne Oùra.

### Desserte
Vorey est desservie par des trains et cars TER Auvergne-Rhône-Alpes qui effectuent des relations entre les gares du Puy-en-Velay et de Saint-Étienne-Châteaucreux.

### Intermodalité
La gare est à 500 m du centre bourg, un parking pour les véhicules y est aménagé. Elle est un point d'arrêt des cars TER Auvergne-Rhône-Alpes qui circulent entre la gare du Puy-en-Velay et la gare de Bas-Monistrol.